# ديفيد ستينمان
ديفيد برنارد ستينمان (بالإنجليزية: David Bernard Steinman ؛ 11 يونيو 1886 – 21 أغسطس 1960) مهندس إنشائي أمريكي. عُرف بتصميمه لعدد من الجسور البارزة في العالم، من أهمها جسر ماكيناك في الولايات المتحدة. نشأ وترعرع في مانهاتن السفلى في مدينة نيويورك، وعاش يطمح بوضع بصمة له في تصميم الجسور، حيث كان يسكن تحت جسر بروكلين. في عام 1906 حصل على درجة البكالوريوس من كلية سيتي، كما حصل على درجة الماجستير في الآداب من جامعة كولومبيا عام 1909، ودرجة الدكتوراه في عام 1911.
قام ديفيد ستينمان بتصميم جسور في الولايات المتحدة، تايلند، إنجلترا، البرتغال، إيطاليا، البرازيل، هايتي، بورتوريكو، كندا، كوريا، والعراق. وقد كانت لديه نزعة أدبية، ونشر العديد من الكتب والمقالات في مجال عمله، ومواضيع أخرى.

## روابط خارجية
- ديفيد ستينمان على موقع الموسوعة البريطانية (الإنجليزية)